# 翡翠餐飲集團
翡翠餐飲集團有限公司（英語：Crystal Jade Culinary Concepts Holding Pte Limited），香港一家飲食集團，是在1991年（「翡翠酒家」成立年份）於新加坡成立。旗下翡翠拉麵小籠包（英語：Crystal Jade La Mian Xiao Long Bao），被米其林指南於2009年至2013年期間獲入選推介食肆。
在1992年，由當時香港上市公司雅域集團有限公司（南南資源實業有限公司（1229.HK）前身）創辦人葉耀東，他以200萬美元（1560萬港元）進行收購該公司股權。

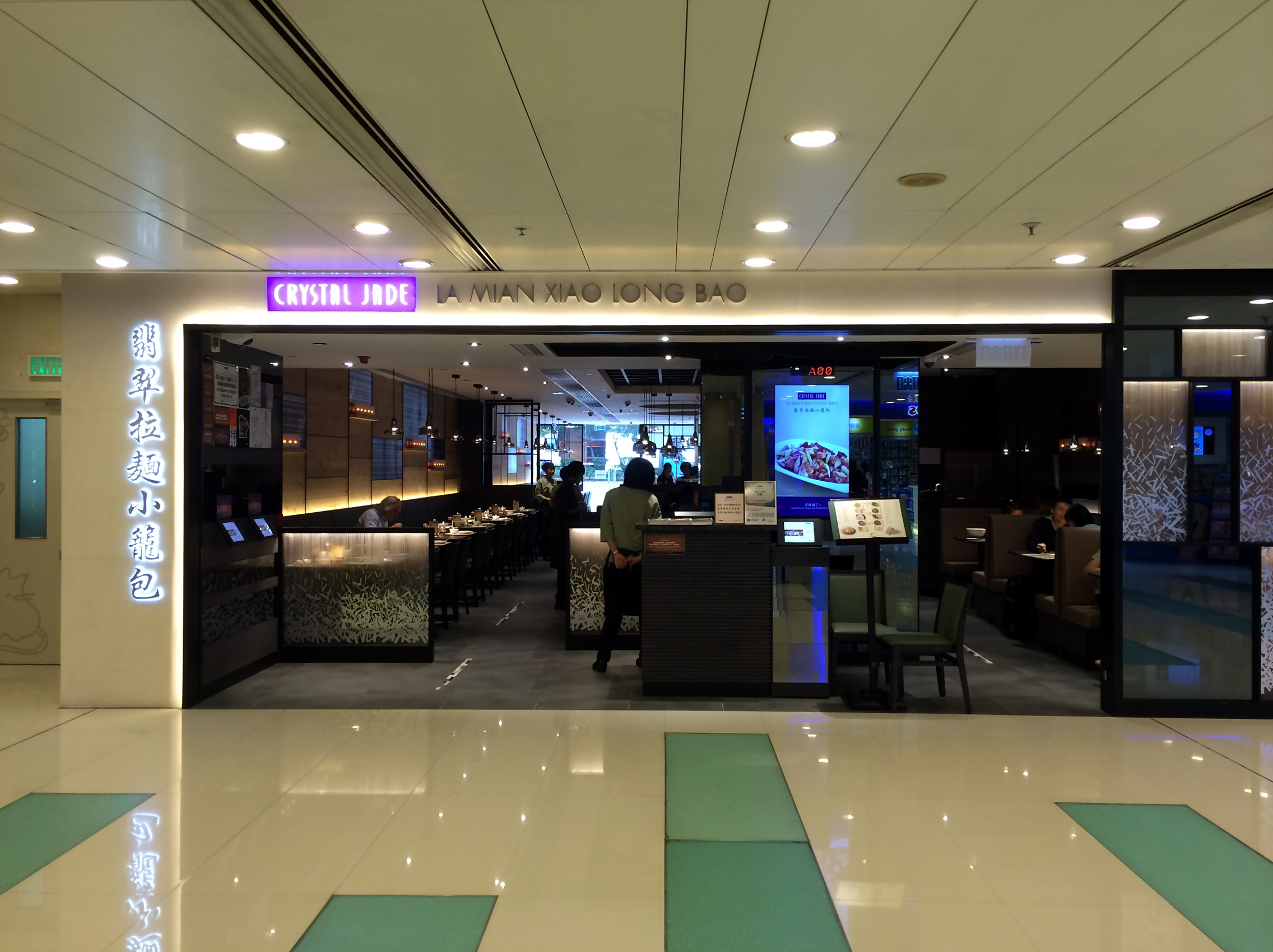
香港新城市廣場第三期翡翠拉麵小籠包

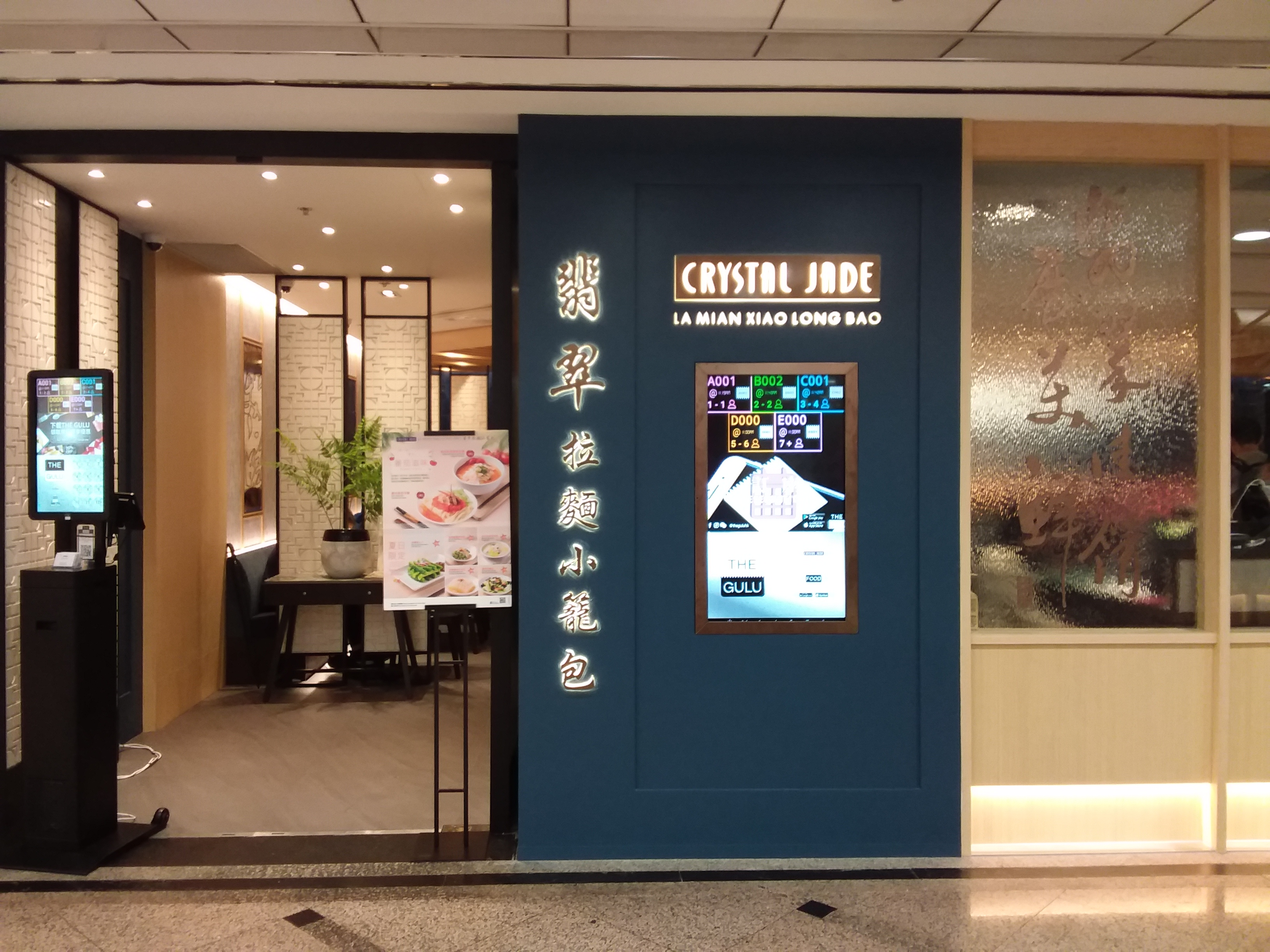
時代廣場 (香港)

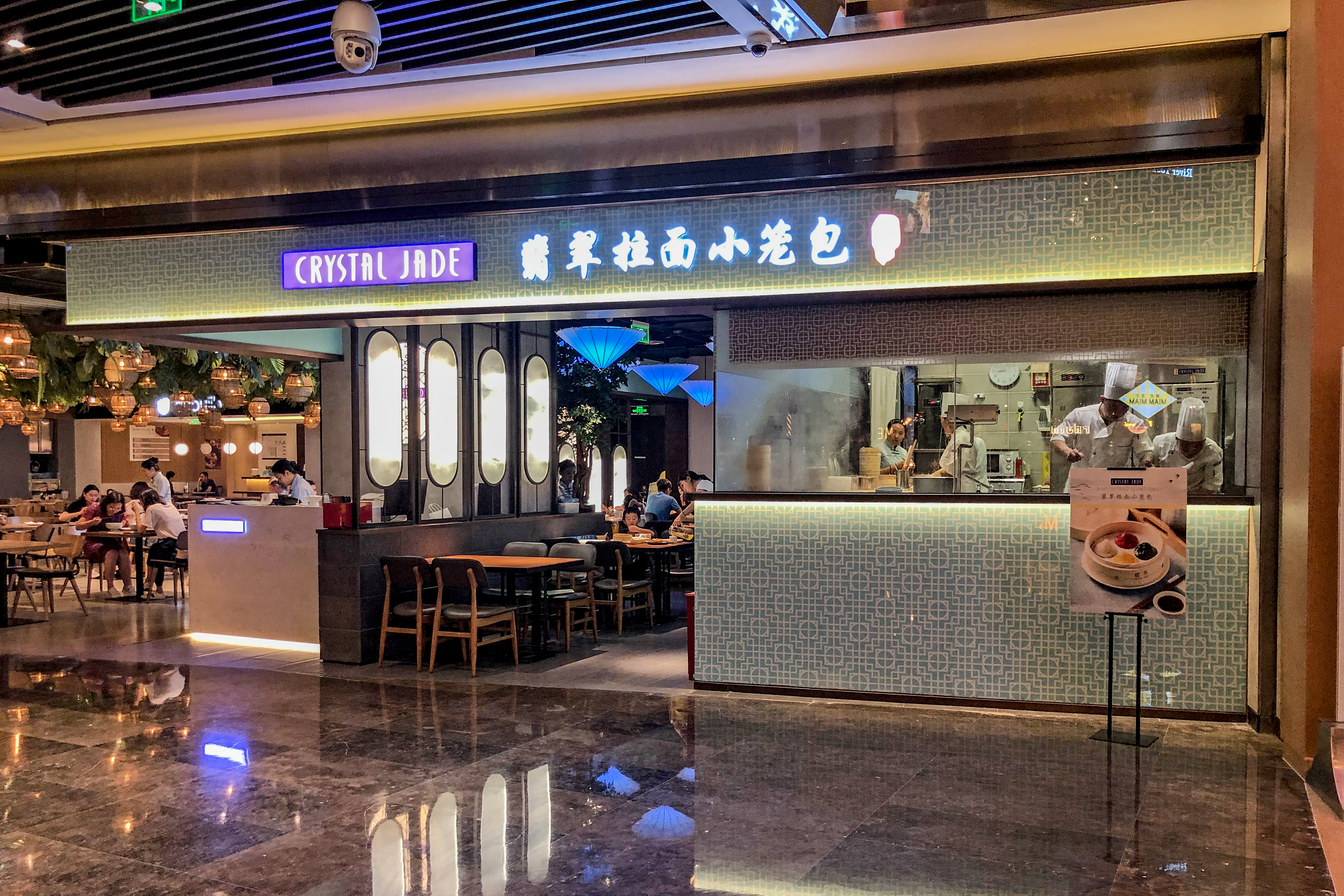
翡翠拉麵小籠包在中國北京鳳凰匯購物中心的分店

而現時業務在香港、新加坡、中國大陸、印尼、韓國、泰國、越南、菲律賓和美國經營中式餐飲和烘焙店，品牌為「翡翠拉麵小籠包」（2000年成立）、「翡翠潮人潮食」、「麵麵圓」、「翡翠雲臺」（2012年成立）、「翡翠小廚」、「翡翠皇宮酒家」、「翡翠韓國參雞湯及燒烤店」、「翡翠酒家」、「Presto By Crystal Jade」和「翡翠上海酒家」。
由於葉耀東的家中獨女無意接手經營，在2014年4月尾，法國酩悅·軒尼詩－路易·威登集團旗下基金L Capital Asia以1億美元（7.7億港元）收購該公司股權，這次是要開拓中東歐洲市場，如果交易成功，將會是繼投資明豐珠寶、Cova（意大利著名咖啡店）、英皇鐘錶珠寶等最大宗交易。15年6月渣打直接投资有限公司（SCPE）投资 5200万美元入股翡翠餐飲集團部分股權

## 連結
- crystaljade.com （页面存档备份，存于）